# Narciso Mendoza
Narciso García Mendoza (Villa de Cuautla, Intendencia de Puebla, Virreinato de Nueva España, 1800-Ibídem, 27 de febrero de 1888) fue un militar mexicano que participó en la Independencia de México y en la Segunda intervención francesa en México. Es conocido como el "Niño Artillero" por su papel como integrante del Batallón Infantil, también llamado "Los Emulantes", creado por el líder insurgente José María Morelos.
El hecho que lo hizo conocido ocurrió durante el asedio a Cuautla, cuando el ejército de Félix Calleja estaba por tomar el fuerte de Santo Domingo cuando Narciso Mendoza, cargó el cañón y lo disparó, lo que sorprendió a los realistas y motivó su huida. Este acto valiente permitió el regreso de los generales Hermenegildo Galeana y Mariano Matamoros y la defensa exitosa del fuerte.

## Biografía
Nació en la Villa de Cuautla, Morelos, aunque se desconoce la fecha exacta, en el año 1800. Desde temprana edad, se unió al movimiento independentista al mando de José María Morelos, donde fue integrado al batallón infantil conocido como "Los Emulantes", liderado por Juan Nepomuceno Almonte. Esta tropa estaba compuesta por niños y jóvenes de entre 8 y 16 años.

### Sitio de Cuautla
El 19 de febrero de 1812, las fuerzas del ejército realista iniciaron las hostilidades contra la posición insurgente en Cuautla de Amilpas. El gobierno virreinal esperaba una victoria en un plazo de dos semanas, pero el combate se convirtió en un episodio de la resistencia. Las fuerzas de infantería y artillería avanzaron por la calle "Real" de Cuautla hasta llegar a la plaza de Santo Domingo, donde se enfrentaron a las tropas del general Hermenegildo Galeana, que estaban resguardadas en la plaza mediante trincheras. El combate fue feroz y caótico en ambos bandos, mientras los vecinos del pueblo arrojaban piedras desde las azoteas para defenderse.

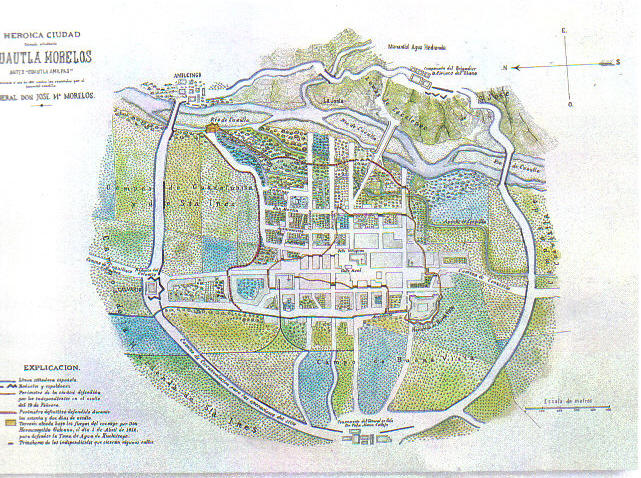
Mapa de Cuautla, Morelos

En medio del combate, se corrió el rumor en las trincheras insurgentes de que Galeana había sido derrotado, lo que provocó que muchos de sus hombres se dispersaran y abandonaran la plaza. Sin embargo, Narciso Mendoza corrió hacia un cañón para detonarlo y logró hacer blanco en la columna enemiga, permitiendo a las tropas de Galeana recuperar la plaza de Santo Domingo. Este hecho fue fundamental en la resistencia insurgente y le otorgó gran renombre al niño Mendoza, quien sería conocido a partir de entonces como "El Niño Artillero".
Carlos María de Bustamante recogió así el hecho: “Esta voz falsa de alarma produjo también funestos efectos en otros puntos, pues afectados de pavor sus defensores abandonaron la artillería, y la plazuela de San Diego casi quedó escueta; sólo se vio en ella a un muchacho de doce años llamado Narciso: vínose sobre éste un dragón que le tiró un sablazo y le hirió un brazo; no tuvo este niño más efugio que afianzarse con una mano de un palo de la misma batería y con la otra tomar la mecha que estaba clavada en el suelo, dio casi maquinalmente fuego al cañón, que disparado en el momento más oportuno mató al dragón que le acababa de herir y contuvo al enemigo que avanzaba rápidamente. Con tan fausto e inesperado suceso, volvió a su puesto Galeana, y quedó restablecido el orden. Después de la acción, Morelos hizo que le llevasen a aquel jovencito, a quien asignó una pensión de cuatro reales diarios, que percibió hasta que se evacuó la plaza."

### Consumación de la independencia de México
Después de la batalla de Cuautla, Mendoza se convirtió en un líder de la insurgencia en la región de Tlatlaya, organizó y disciplinó a su ejército, consiguiendo algunas victorias en la lucha contra los realistas. Mantuvo su lealtad a Morelos hasta que éste fue capturado en noviembre de 1815, lo que significó un duro golpe para la insurgencia. Mendoza reorganizó sus fuerzas y se unió al general Vicente Guerrero en las zonas de Mezcala y Xonacatlán, donde continuó luchando contra las fuerzas realistas hasta la consumación de la independencia. Hasta posteriormente ser ascendido a coronel de artillería en el Ejército Trigarante.

## Guerra de Independencia de Texas
Durante la guerra de Independencia de Texas, Juan Nepomuceno Almonte, amigo y su antiguo comandante, le extendió una invitación para unirse a una campaña militar en Tampico. Sin embargo, declinó la oferta y decidió no participar en la guerra.

## Segunda Intervención Francesa

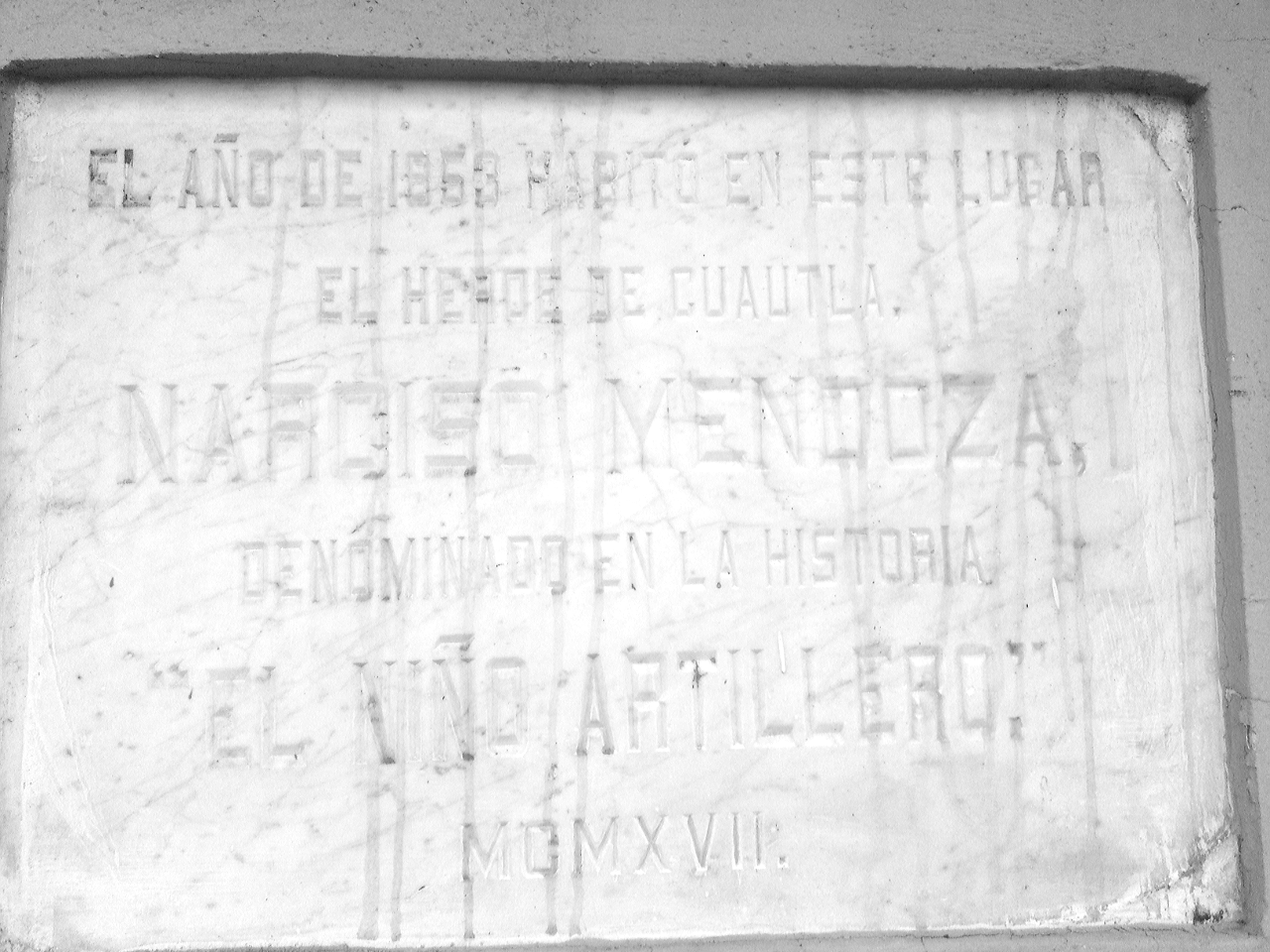
Placa que marca la casa donde vivió Narciso Mendoza en Ciudad del Carmen, Campeche.

Durante el Segundo Imperio mexicano, participó en la campaña militar imperial de Yucatán y Tabasco bajo las órdenes de Eduardo González Arévalo y Manuel Díaz de la Vega. Posteriormente, se trasladó a vivir a Ciudad del Carmen, donde se dedicó a la fabricación de fuegos artificiales. Durante este mismo periodo, fue invitado por el emperador Maximiliano I a una celebración de la independencia en la capital. Tras la derrota del imperio sería desterrado a Centroamérica y más adelante, regresaría a Cuautla, donde falleció el 27 de febrero de 1888.

## En la cultura popular

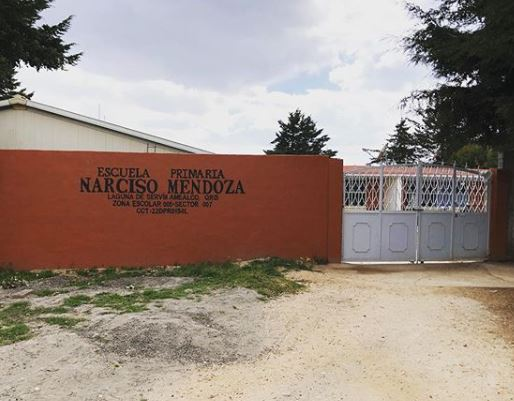
Una de las escuelas con el nombre del más destacado de "Los emulantes".

En las ciudades de Cuautla y Cuernavaca existen monumentos en honor a la figura histórica de Narciso Mendoza en las que se representa el momento en que prendió fuego al cañón para hacer frente a las fuerzas realistas. Asimismo, es común encontrar en México escuelas que llevan su nombre. En su ciudad natal, se encuentra el Teatro "Narciso Mendoza", el cual fue inaugurado como cine el 6 de enero de 1952.